# Fischernetz

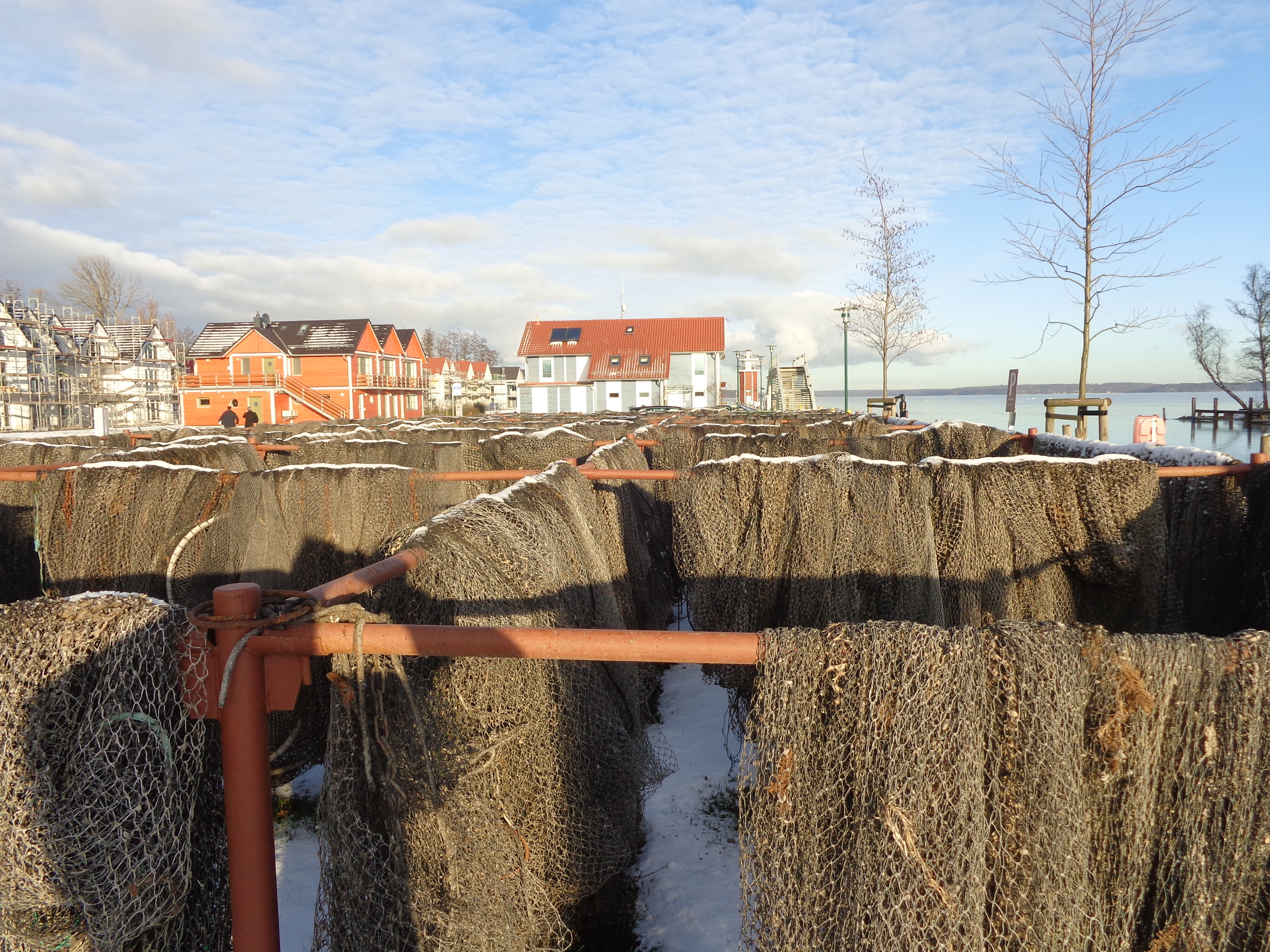
Fischernetze in Plau am See

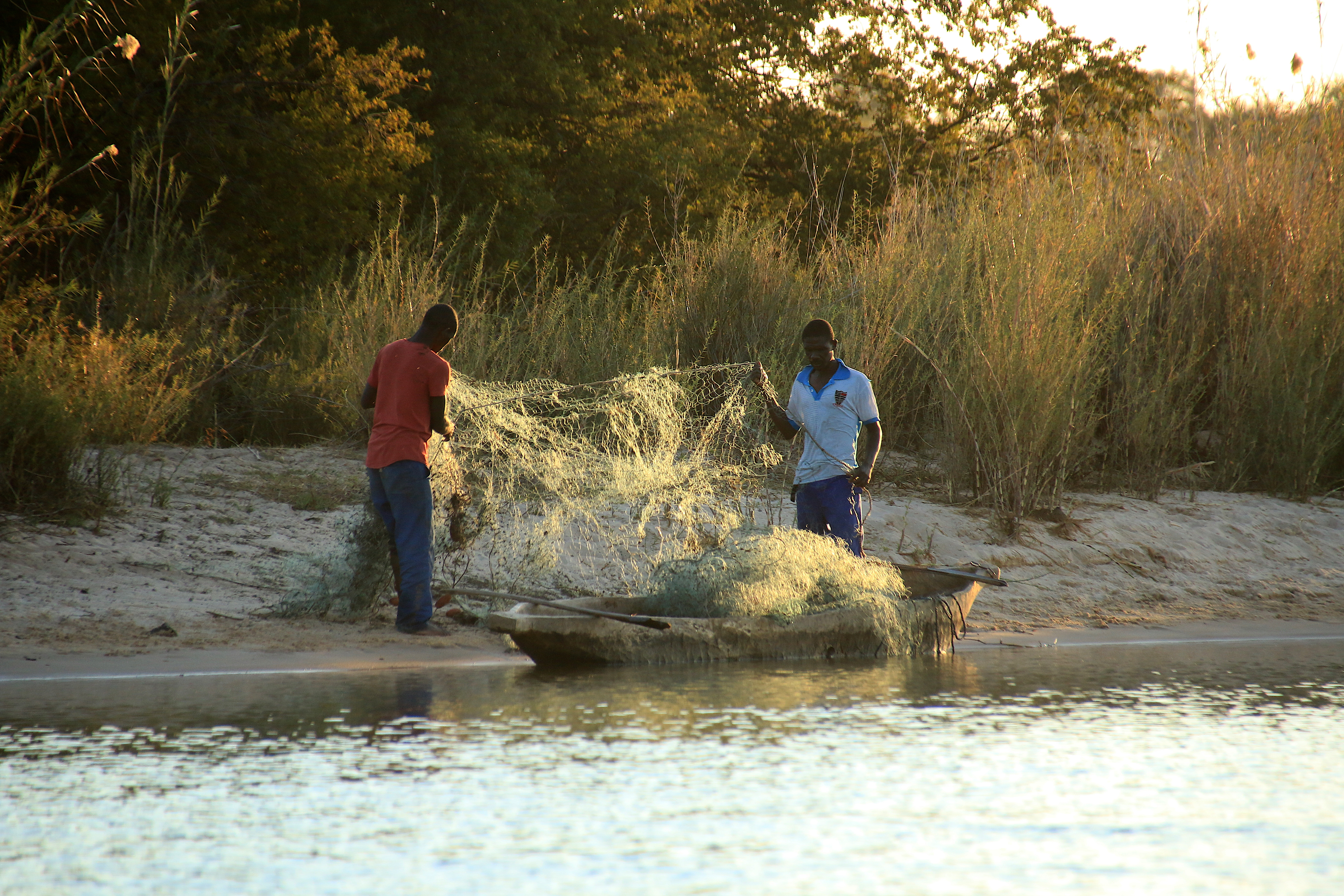
Fischernetz im Einsatz am Okavango

Ein Fischernetz ist ein engmaschiges, netzförmiges textiles Flächengebilde, das zum Fischfang genutzt wird. Das Netz besteht aus der „Verknotung einer Fadenreihe mit einer Fadenfolge“ und „besitzt die größte Unverschieblichkeit dadurch, dass sich die […] Knoten durch Zug in jeder der Fadenrichtungen fester schließen.“

## Geschichte

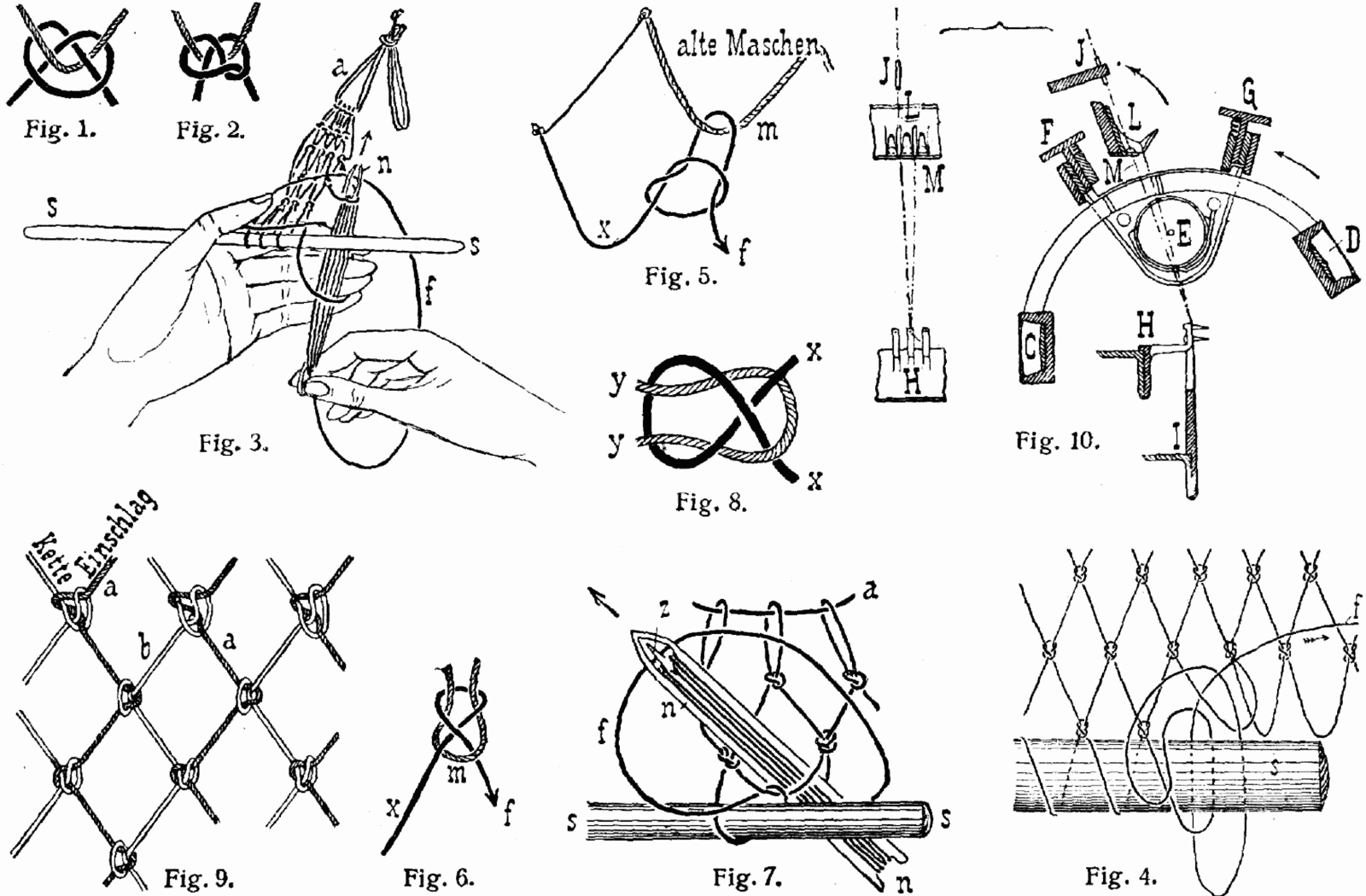
Historische Herstellung

Bereits für das Mesolithikum sind Fischernetze und Seile aus Weidenbast nachgewiesen. Bezeichnungen für bestimmte Fischernetzarten sind auch Tragŭla (mit Kork besetzt, welches durch das Wasser gezogen wurde), Garnsack oder Garnschlauch (schlauchförmiges Fischernetz, welches an der Mündung aus zwei Wänden besteht und sehr weit, an dem spitzig zulaufenden Ende verschlossen und 3–6 m lang ist), Raffle (besteht aus mehreren runden Säcken, welche durch Reusen ausgespannt und miteinander vereinigt sind; an den Seiten dieser Säcke sind Flügel angebracht. Das Netz wird mit Pfählen im Wasser befestigt und nach einem oder zwei Tagen herausgenommen) und Zare (sackförmiges Fischernetz, oben und unten an einen langen Reif befestigt).
Im Alten Ägypten war der Fischfang mit einem Schlepp- oder Zugnetz seit dem Alten Reich Bestandteil des Bildprogramms in privaten Grabanlagen. Abbildungen belegen, dass das Maschenwerk durch Flechten oder Knüpfen aus Flachsfäden entstand.
Auch in der ägyptischen Mythologie spielte das Netz im Jenseitsglauben eine entscheidende Rolle, da die Seele des Toten in Gestalt eines Zugvogels oder Fisches in Gefahr war, beim Übergang ins Jenseits in das Fangnetz zu geraten und so total ausgelöscht zu werden. Abwehrsprüche in den Sargtexten und im Totenbuch belegen, dass sich der Tote dagegen durch die Kenntnis der Einzelteile des Netzes wehren konnte.
Im übertragenen Sinne diente das Netz in der Bibel – Petrus der Fischer – als Symbol für das „Einsammeln“ des Menschen in den christlichen Glaubenskontext; verwendet wird das (Fischer)netz aber auch bei Gladiatorenkämpfen, anlässlich derer der Kämpfer, auch mit einem Dreizack ausgestattet, mit seinem Netz den Gegner bewegungsunfähig machen sollte.
Im Zuge des weltweiten Anstiegs der Netzfischerei verschmutzen abgerissene Netze mit bis zu 10 % der gesamten Müllmenge die Meere und Ozeane. In Chile werden sie in Rahmen von Recyclingprojekten zu Kunststoffgranulat verarbeitet, woraus später Skateboards und Sonnenbrillen erzeugt werden.

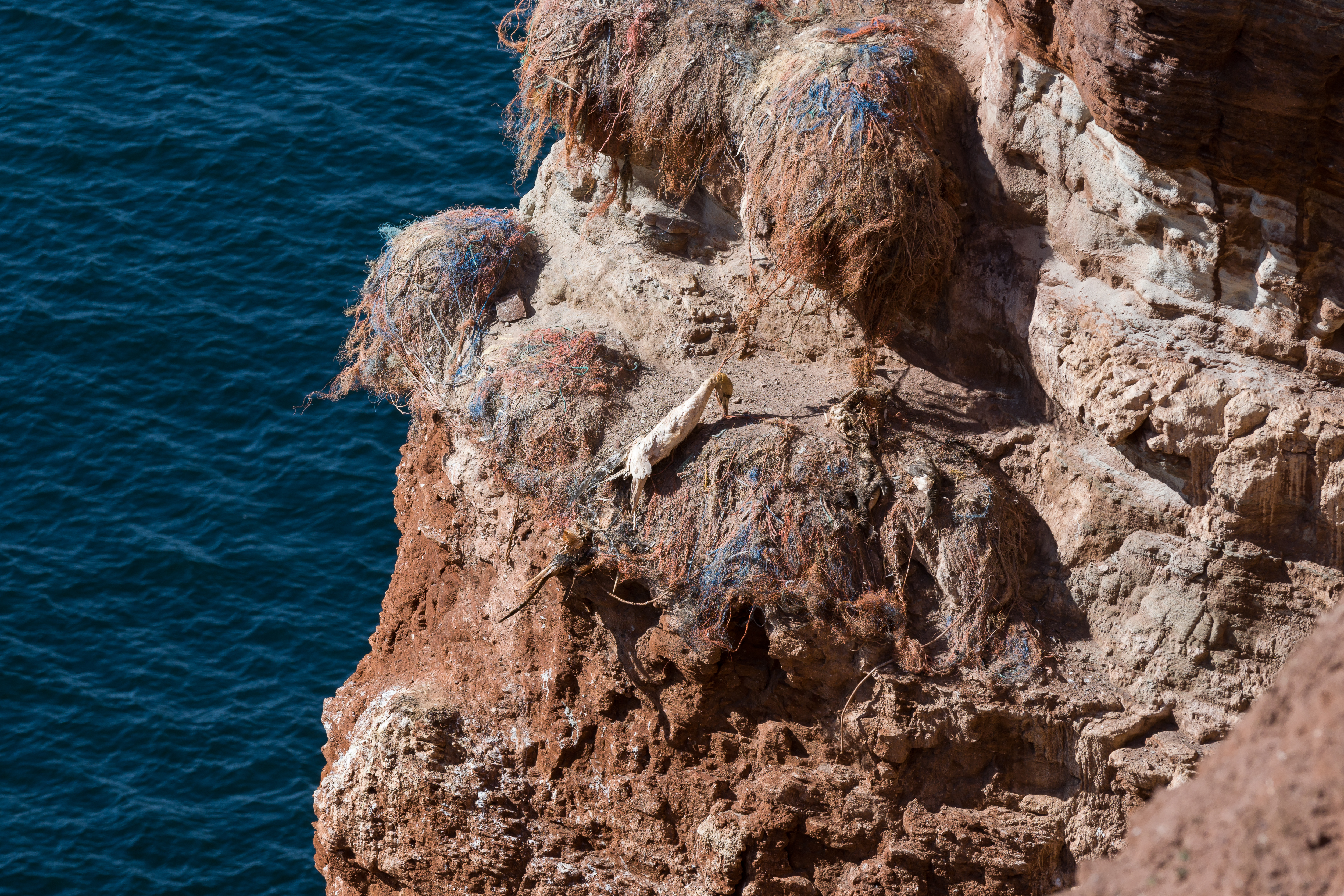
In Fischernetzen verendete Seevögel auf Helgoland

Jährlich bleiben laut WWF 1 Million Tonnen zurückgelassene oder verloren gegangene Netze im Meer und treiben als Geisternetze in den Ozeanen herum und gefährden Tiere. Fische, Vögel und Meeressäugetiere können sich darin verheddern, fressen davon oder sie versperren ihnen der Zugang zu Laichplätzen. Mitunter verfangen sie sich auch in Korallenriffen. Diese Netze machen etwa ein Zehntel des Eintrags von Kunststoff aus den Meeren insgesamt aus. WWF-Meeresexperte Axel Hein schlägt daher vor, internationale Regeln zu schaffen, Netze mit ortbaren Sensoren auszustatten und ein Meldesystem für verlorengegangene Netz einzurichten, um diese leichter finden und bergen zu können. Die Masse schwimmender Netze und Seile eingerechnet, kann laut einer im Jahr 2022 veröffentlichten Studie (bei der 6000 Abfallteile mit mehr als fünf Zentimetern Größe aus dem Nordpazifik geborgen und analysiert wurden) zwischen 75 und 86 % der Plastikanteils des im Nordpazifik schwimmenden Abfalls (North Pacific Garbage Patch) auf die Fischerei zurückgeführt werden.

## Arten

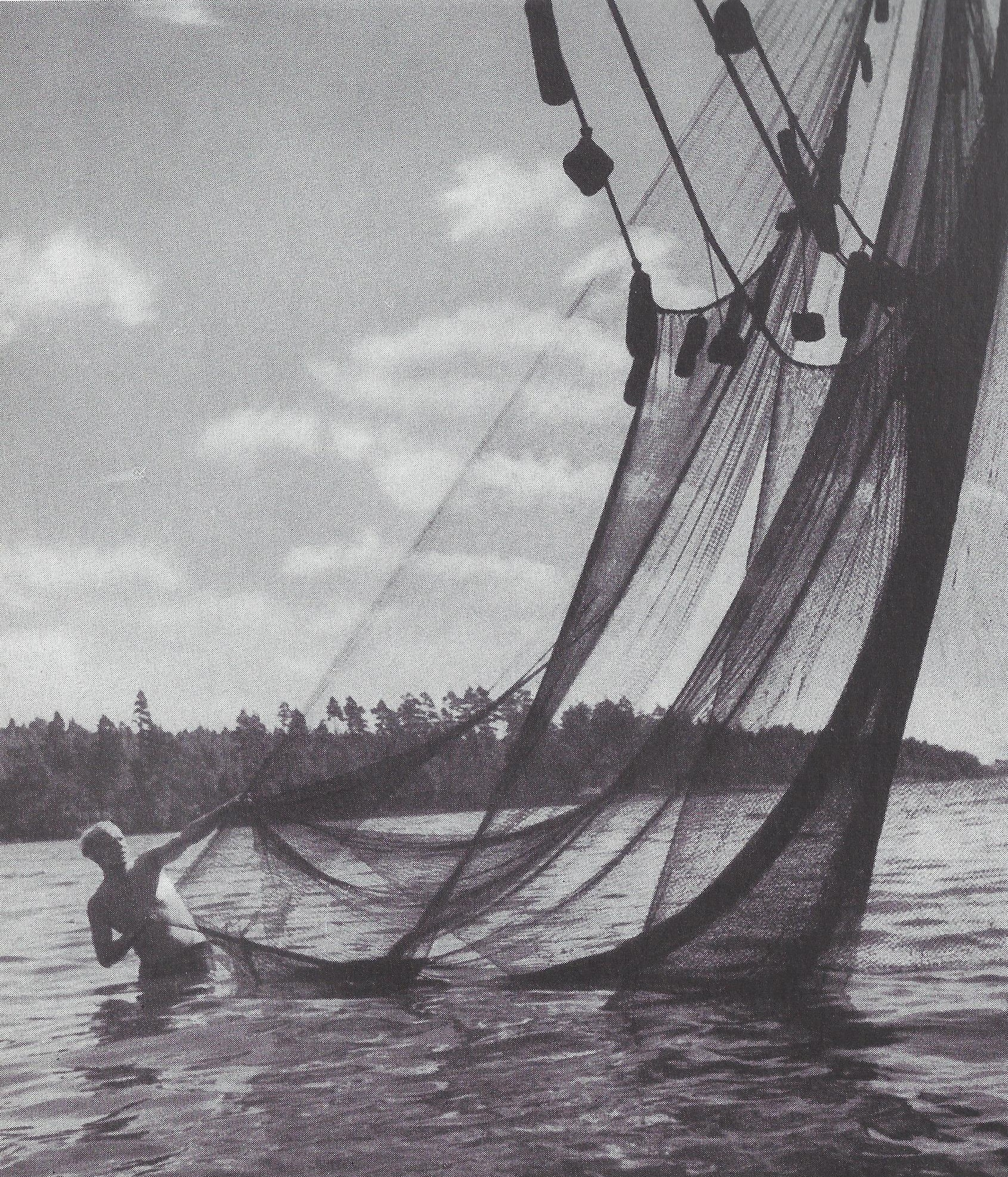
In Masuren

Man unterscheidet je nach Art des Netzes und der Art seiner jeweiligen Verwendung:
- Baumkurre
- Bodennetz
- Hamen
- Kiemennetz
- Ringwade
- Schleppnetz
- Senknetz oder kurz Senke, meist quadratisch mit zwei an allen Ecken befestigten, sich rechtwinklig kreuzenden, länger als die Diagonalen bemessenen Draht-, Kunststoff- oder historisch Holzbügeln aufgespannt, an deren Mitte eine Schnur oder Leine zum Wiederanheben der horizontal ins Gewässer gedrückten Vorrichtung befestigt ist, meistens zum Fangs von Köderfischen oder größer an Fischergalgen eingesetzt,
- Stellnetz
- Treibnetz
- Wurfnetz

## Maschenöffnung
Die Maschenöffnung ist auf den zu fangenden Fisch abgestimmt. Damit weniger Jungfische gefangen werden, sind bestimmte Mindestmaschenöffnungen erforderlich. Diese werden in internationalen Abkommen vereinbart und gegenseitig kontrolliert (siehe hierzu Fischerei).
Der Begriff Maschenweite (früher auch Licht genannt) wird vielfach fälschlicherweise mit dem Begriff Maschenöffnung vertauscht. Eine Maschenweite ist lediglich eine Länge zwischen zwei nebeneinander liegenden Knoten (siehe hierzu DIN 61250 Begriffe Netztuch).

## Scherbretter
Scherbretter halten die Öffnung von Schleppnetzen geöffnet. Kleine Scherbretter (Dan-Leno-Scherbrett) sitzen direkt am Netz und größere Scherbretter befinden sich weiter vorne an den Leinen des Schleppnetzes. Ein Pony ist ein kleines Scherbrett vor dem Rollengrundtau.

## Knüpftechnik

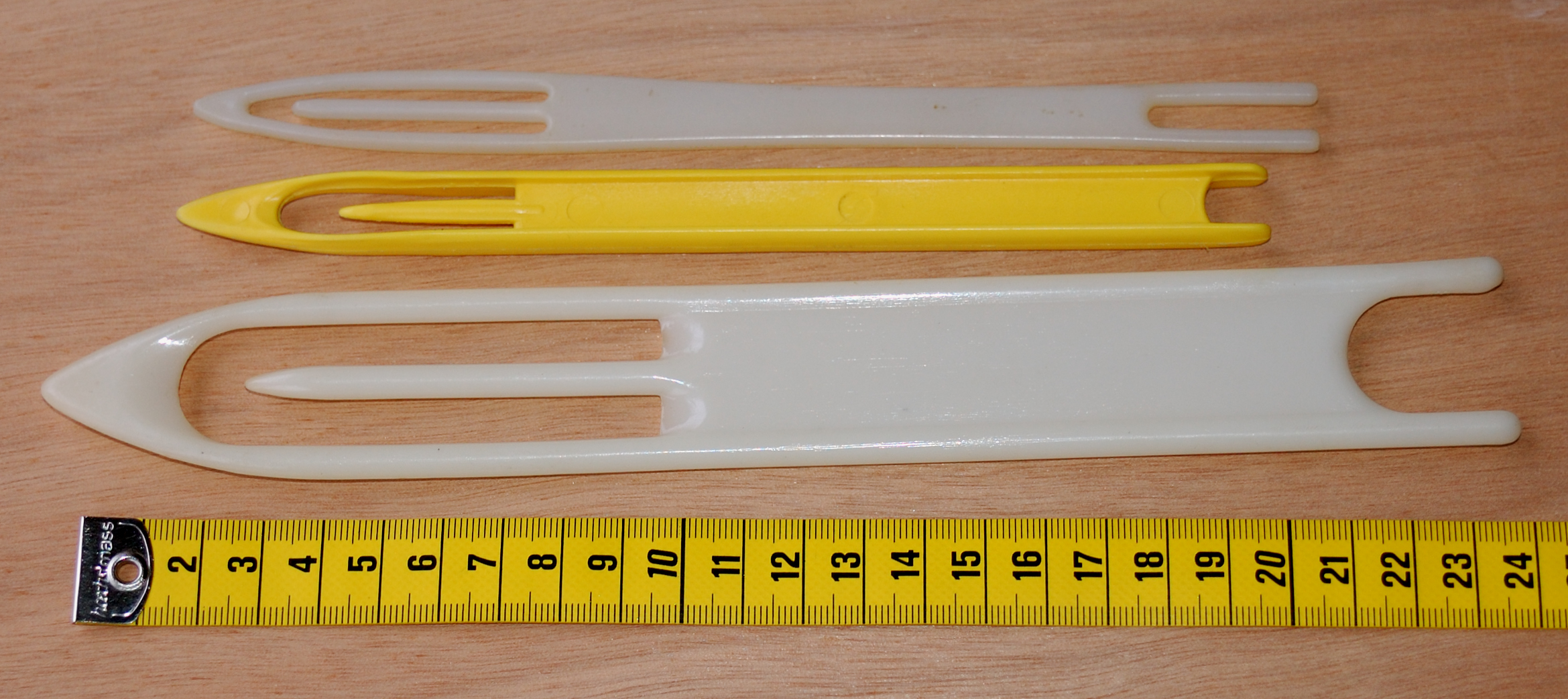
Netznadeln

Beim Knüpfen werden mit einer Netznadel hunderte Knoten aneinandergereiht. Verwendet wird der Schotstek.
Industrielle Fischernetze werden aus industriell gefertigtem Netztuch geschnitten und von Hand passend zusammengenäht. Dabei wird die Netznadel verwendet.
Ein Schleppnetz kann am Ende mit einer Schlaufennaht vernäht sein, die nach Einholen des Netzes – etwa an Bord eines Fischfangschiffes – durch bloßes Ziehen am Seilende geöffnet wird, um den Fang herausquellen zu lassen. Eine Schlaufennaht kann ganz ohne Netznadel mit einer Häkelnadel oder rein von Hand genäht werden.

## Siehe auch

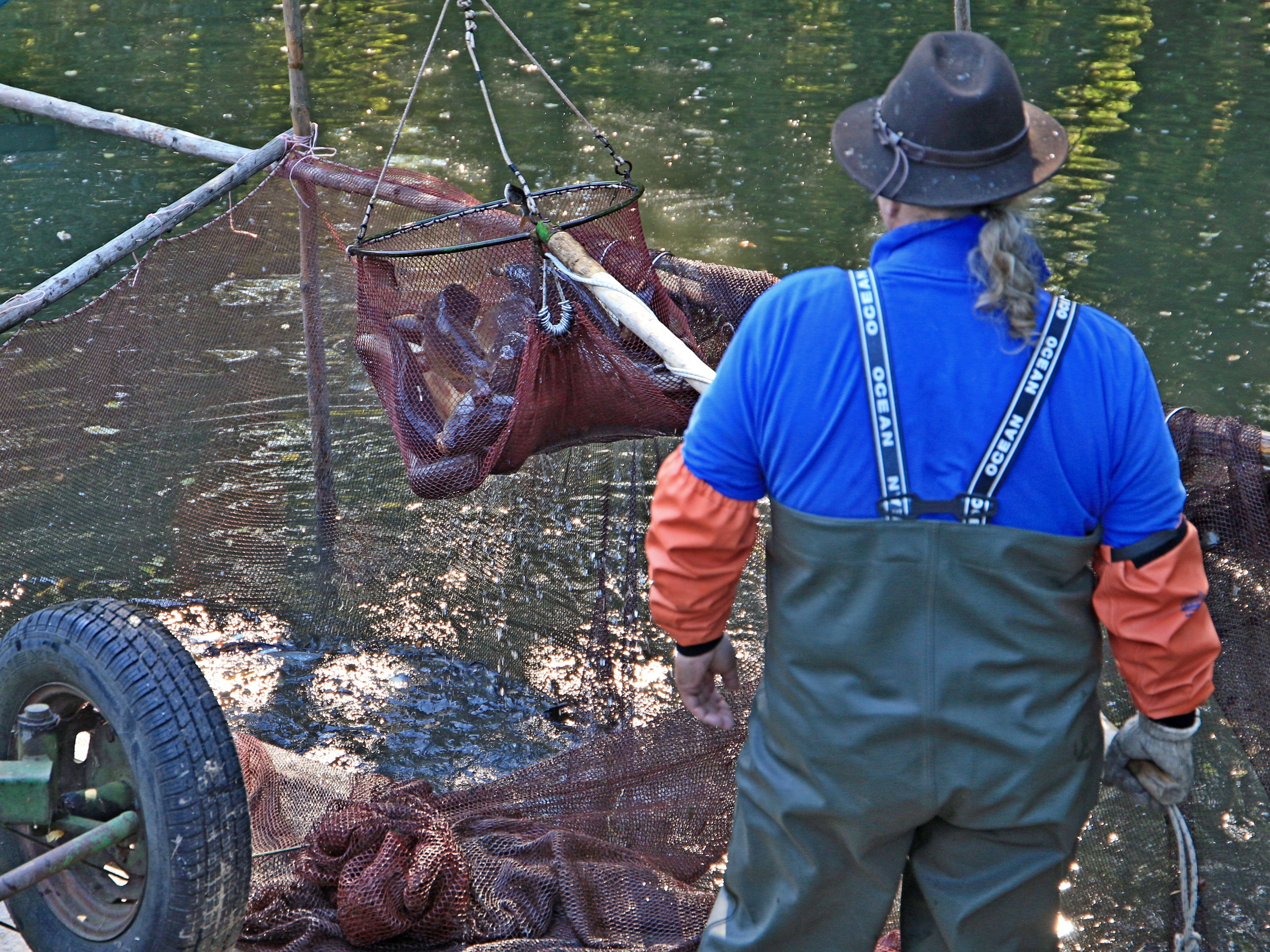
Fischer in Boek